# Marta Słonina
Marta Słonina (ur. 1 marca 1962) – polska pływaczka, rekordzistka Polski w latach siedemdziesiątych i osiemdziesiątych XX wieku.

## Kariera sportowa
Reprezentantka Unii Tarnów, wychowanka trenera Andrzeja Kiełbusiewicza, specjalistka w stylach: dowolnym i zmiennym. 
24-krotna rekordzistka kraju, w obydwu uprawianych stylach pływania, w latach 1977-1981. 
Udział w Mistrzostwach Świata w Berlinie Zachodnim w 1978 oraz w Mistrzostwach Europy: w 1977 w Joenkoeping i w 1981 w Splicie. W mistrzostwach kraju wygrała złote medale 30 razy, a łącznie 61 medali.